# Casado con hijos (Chile)
Casado con hijos es una comedia de situación chilena y adaptación del programa estadounidense Married... with Children, protagonizada por Fernando Larraín (en el papel de Tito), Javiera Contador (Quena), Fernando Godoy (Nacho), Dayana Amigo (Titi), Marcial Tagle (Pablo) y Carmen Bresky (Marcia).
La serie es adaptada por Luz Croxatto, producida por Roos Film y Sony Pictures Television International; dirigida por Diego Rougier, y emitida originalmente por Mega entre 2006 y 2008.
Es la comedia de situación más vista de la historia de la televisión chilena, llegando a alcanzar en algunos capítulos más de 40 puntos de índice de audiencia.[cita requerida]
En enero de 2023 se confirmó el regreso de la serie con nuevos episodios, la cual se estrenó el 10 de marzo del mismo año a través de las pantallas de Mega.

## Argumento
La familia Larraín es una particular familia chilena de clase media, un poco perezosos, buenos para ver televisión, desordenados y sin esperanzas de surgir.
La familia de Tito (Fernando Larraín) tenía bastante dinero, pero en 1982, lo perdieron todo. Su familia se fue del país y él se quedó solo. A pesar de ser un destacado goleador en el club de fútbol chileno Unión Española, nunca entró a la universidad ya que no tenía dinero. Después, conoció a "Quena" (Javiera Contador), su esposa, cuando estaban en la escuela. Ella quedó embarazada y no tuvo más remedio que casarse con Tito, con quien tiene dos hijos: "Nacho" (Fernando Godoy) y "Titi" (Dayana Amigo). Al llegar al barrio conocerían a sus vecinos, Pablo (Marcial Tagle) y Marcia (Carmen Bresky); una pareja recién casada que llegó a vivir a este barrio; y más tarde, a Norma (Renata Bravo), una mujer guapa, soltera, feminista y con suerte, pero no en el amor.
Entonces "Tito" buscó trabajo y lo único que encontró fue trabajar en una tienda de zapatos femenina llamada "El conde del calzado" en un centro comercial. Hoy, con más de 19 años de casado, sigue en el mismo trabajo.

## Reparto
- Fernando Larraín como Alberto "Tito" Larraín.
- Javiera Contador como María Eugenia "Kena" Gómez.
- Fernando Godoy como Ignacio "Nacho" Larraín.
- Dayana Amigo como María Fernanda "Titi" Larraín.
- Marcial Tagle como Pablo Pinto.
- Carmen Bresky como Marcia Durán.
- Jaime Omeñaca como Luis "Lucho" Montaner.
- Campeón como Campeón, mascota de los Larraín
- Paco como Paco, loro de los Larraín

## Temporadas
| Temporadas | Temporadas | Episodios | Estreno              | Estreno                 |
| Temporadas | Temporadas | Episodios | Inicio               | Final                   |
| ---------- | ---------- | --------- | -------------------- | ----------------------- |
|            | 1          | 75        | 1 de mayo de 2006    | 8 de septiembre de 2006 |
|            | 2          | 63        | 2 de octubre de 2006 | 26 de enero de 2007     |
|            | 3          | 100       | 12 de marzo de 2007  | 26 de julio de 2007     |
|            | 4          | 26        | 16 de julio de 2008  | 15 de octubre de 2008   |
|            | 5          | 32        | 10 de marzo de 2023  | 13 de octubre de 2023   |

### Primera temporada
La primera temporada comenzó el lunes 1 de mayo de 2006 en reemplazo de otra sitcom chilena La Nany y luego que durante un mes se emitiera la comedia británica Mr. Bean; concluyó el jueves 8 de septiembre del mismo año. 
En adaptación, originalmente tendría 30 capítulos distribuidos de lunes a viernes, pero debido a su éxito de audiencia, los guionistas y productores decidieron hacer una segunda temporada.
En esta temporada, Pablo va a Ibiza, España por un año. Mientras tanto, Marcia busca otro hombre con que casarse mientras él no está.

### Segunda temporada
La segunda temporada o simplemente Casado con hijos 2 comenzó el lunes 2 de octubre de 2006 y terminó el viernes 26 de enero de 2007.
En esta temporada pasa un año con relación a la primera, por lo que los protagonistas de esta serie tienen cambios de apariencia, con excepción de Tito. Quena se tiñe el cabello rubio con una parte castaña en su raíz. Los niños también se tiñen un poco, Titi está cada vez más tonta. Pablo regresa de Ibiza, con una apariencia más rejuvenecida y española; y Marcia se tiñe de pelirrojo con algunas mechas y un aumento en sus pezones.
En el primer capítulo de esta temporada, Marcia planeaba casarse con otro hombre, siendo el evento en la casa de la familia Larraín. Pero en medio de la ceremonia llega Pablo con su estilo renovado y un acento español. Después de largo diálogo entre Marcia y Pablo, ambos se reconcilian y vuelven a su vida anterior.

### Tercera temporada
La tercera temporada o simplemente Casado con hijos 3 comenzó el lunes 12 de marzo de 2007 y concluyó el viernes 27 de julio del mismo año.
La familia Larraín nuevamente cambia, ya tienen un televisor de pantalla plana de 15 pulgadas, un nuevo auto, pero más pequeño que el anterior que tenían y una nueva mascota, Campeón, un perro que reemplaza al loro Paco.
Nacho deja de ser "mamón" y entra a la universidad, Titi se hace un aumento en sus pechos y Tito va a otra tienda de zapatos donde le pagan 70 000 pesos chilenos más, lo que le permite acceder a créditos bancarios.
De la familia Pinto Durán, Marcia se hace más masculina pues ella mantiene la familia y obtuvo un ascenso. Pablo es la "nana" de la casa, ya que tiene que cuidar al bebé, que se parece a un niño de 6 años y come como un cerdo. No tiene trabajo y hace la cosas de la casa. Marcia le dice a Pablo "Gorda", porque cada día parece mucho más femenino.
En esta temporada aparece una nueva vecina, Norma, interpretada por Renata Bravo, que representa a una mujer feminista que siendo guapa no puede conquistar hombres.

### Cuarta temporada
La cuarta temporada de Casado con hijos: Estelar se empezó a emitir desde el miércoles 16 de julio de 2008 en horario estelar, con un total de 26 episodios, estando tres meses en pantalla y concluyó el 15 de octubre de 2008.
Se emitieron dos episodios seguidos para complementar una hora y media en pantalla. El estreno de esta temporada marcó 27 puntos de índice de audiencia con un pico de 33, cifras históricas para la serie, quedando en el primer lugar de ese horario, siendo el primer programa en ganarle a la exitosa y controversial telenovela nocturna de época de TVN, El Señor de la Querencia.
La trama de esta temporada consiste, en la vida de Tito de la casa para dedicarse a la música, lo que ocasionara un quiebre familiar, Nacho esta más maduro, pasa cada vez más tiempo en el sótano y se convierte en gimnasta, Titi vuelve a realizarse cirugías plásticas y está más cerca del matrimonio, y Quena toma más tiempo en la cocina. Marcia cambia con la llegada de una idéntica prima hermana del Norte, mientras se pone más violenta la relación entre ella y Pablo.

### Quinta temporada
La quinta temporada de Casado con Hijos: ¡Lo Que Nos Faltaba! se empezó a transmitir desde el 10 de marzo de 2023 en horario estelar.
Después de 15 años la Familia Larraín vuelve con cambios muy significativos, Tito fue desvinculado de la zapatería por lo que consigue trabajo de taxista en uber, Quena sigue como ama de casa, Nacho logró irse de casa, pero por problemas de dinero decidió arrendar su departamento e irse a trabajar con su padre a la zapatería, Titi se volvió influencer, vuelve de Arabia Saudita después terminar su relación con un conocido futbolista y mantenía una relación con un hombre de 87 años que falleció en el primer episodio, mismo episodio Titi consigue otro novio cantante, también tiene un perro de raza yorkshire terrier. Por otro lado, sus amigos, Pablo se hizo una operación de baipás gástrico, Marcia fue diagnosticada como una ninfómana; y Lucho sigue en la zapatería, mantiene una relación con una joven venezolana que ambos piensan en casarse.

## Audiencia

### Primera temporada
Pese a un comienzo regular, a mediados de 2006, la comedia Casado con hijos comenzó a ganar adeptos rápidamente; alcanzando en algunos capítulos hasta 30 puntos de índice de audiencia, superando incluso a telenovelas locales, como Descarado (Canal 13) y Cómplices (TVN). Debido al éxito comenzó a ser repetida en diferentes horarios.[cita requerida]
El 27 de septiembre de 2006 superó en audiencia al primer capítulo de otra telenovela de Canal 13, Charly Tango, marcando la comedia de situación 18,5 puntos de índice de audiencia contra los 16,7 de la nueva telenovela entre las 19:45 y 20:45. La diferencia de índice de audiencia mientras compitieron las producciones de Canal 13 y Mega aumentaron el día 28 de septiembre con 20 puntos para esta comedia contra 14 puntos de Charly Tango, lo que reafirma más el segundo lugar de la comedia de situación, sólo superada por Cómplices de TVN, y en vista que el capítulo que emitieron ese día era el último de la primera temporada. [cita requerida]

### Segunda temporada
A fines de 2006 se mantuvo en el segundo lugar después de la telenovela de comedia musical Floribella de TVN y fue seguido de cerca por el estreno de la nueva temporada de la serie animada familiar Los Simpson de Canal 13. A inicios de 2007 se mantuvo entre los 10 programas más vistos del día con audiencias entre 300 000 y 400 000 personas.[cita requerida]

### Tercera temporada
El lunes 12 de marzo el estreno de la tercera temporada marcó 514 040 personas (23,8 puntos) a las 20:00 y 535 460 personas en el de 21:30, quedando por escaso margen en tercer lugar en su horario. El índice de audiencia que fue bajando a medida que pasaban los días en el horario de las 20:00, pero que se mantuvo en el de las 21:30. Esto se debe a que la mayoría de las personas prefiere ver una telenovela a las 20:00, ya que tiene la oportunidad de ver la comedia de situación en otro horario.
Su índice de audiencia más bajo se produjo el día viernes 23 de marzo con 8,2 puntos en el horario de las 20:00.[cita requerida]

### Cuarta temporada
El estreno de la cuarta temporada Casado con Hijos: Estelar el miércoles 16 de julio del 2008, marcó 27 puntos de índice de audiencia, con un pico de sintonía de 33 puntos, que mantuvieron a la serie en el primer lugar, cifras históricas, si se considera que es primera vez que la comedia de situación sale en el complicado horario estelar, y además la competencia de TVN, la controvertida telenovela nocturna de época El Señor de la Querencia que fue el líder de ese horario, y también fue la telenovela nocturna chilena más exitosa de ese año, a pesar de sus polémicas escenas allí.[cita requerida]

### Quinta temporada
| Episodio | Episodio                   | Sinopsis | Fecha               | Rating   | Rating | Ref.  |
| Episodio | Episodio                   | Sinopsis | Fecha               | Promedio | Peak   | Ref.  |
| -------- | -------------------------- | --- | ------------------- | -------- | ------ | ----- |
| 1        | "El canje"                 | Titi en su nueva faceta como influencer consigue un canje para pasar un día en un spa, por lo que invita a Quena y a Marcia. Tito aprovecha la oportunidad para pasar la tarde junto a Lucho, quien le prepara una gran sorpresa.                                               | 10 de marzo de 2023 | 20       | 21,3   | [ 6 ] |
| 2        | "Titi mega influencer"     | Titi es invitada al matinal de Mucho Gusto para hablar sobre la especial relación con su perrito. La entrevista que le hizo José Antonio Neme fue vista por miles de personas, donde la influencer pudo llegar a tener 500 mil seguidores, y lograr un piso de fama importante. | 12 de marzo de 2023 | 18       | 20,1   | [ 7 ] |
| 3        | "La fiesta de aniversario" | Tito y Kena están de aniversario y lo celebran con una increíble fiesta con todos sus amigos. Sin embargo, Kena está peleada con su hija Titi, debido a que la despidió de su cargo de "manager", requisando las cámaras y cuentas de Instagram.                                | 17 de marzo de 2023 | 16,5     | -      | [ 8 ] |
| 4        | "A Cancún los pasajes"     | Tito y Kena se fueron hasta Cancún a celebrar su aniversario de matrimonio, pero él solo tiene la mente en los partidos de la Champions. Para avivar la relación, a la mamá de Nacho se le ocurrió un trato que le permitirá estar contenta y a Tito no perderse el fútbol.     | 19 de marzo de 2023 | 14,7     | 16,5   | [ 9 ] |

## Horarios
La serie ha tenido muchos cambios de horario, en la primera y segunda temporada fue transmitida en el horario de las 8 de la noche. Luego desde la tercera fue transmitida en tres horarios, a las 8 de la noche, a las 9 y media de la noche y a las 12 y media de la noche.
En agosto de 2007, el horario fue modificado, siendo la comedia trasladada, solo al horario de las 9 y media de la noche, ya que a las 8 de la noche se estaba dando paso a la telenovela de comedia Fortunato.
En enero de 2008 el horario fue modificado otra vez, trasladando al horario de las 8 de la noche, ya que Fortunato acabó, y al mismo tiempo la serie fue sacada del aire en su horario de las 9 y media de la noche.
Su cuarta temporada se emitía los días miércoles a las 10 de la noche.

## Críticas
Uno de los críticos más acérrimos de la adaptación chilena de Married... with Children ha sido siempre el influencer, crítico de cine y comediante César Huispe, quién relata en sus palabras el gran contraste entre la versión chilena y la original estadounidense, la cual conoció durante su infancia en Estados Unidos.La crítica de Huispe apunta a las muy pocas similitudes entre la versión adaptada con la original, en cuanto a la forma en que los protagonistas fueron adaptados y personificados por los actores chilenos; el reflejo ineficiente de la serie de la clase media chilena, algo que sí cumplía la serie original, reflejando al estadounidense promedio; siendo su principal crítica a la actuación de Fernando Larraín, señalando que su participación como el protagonista es ineficiente debido a que no es capaz de personificar al personaje interpretado originalmente por Ed O'Neill. Cabe destacar que Huispe siempre ha sido crítico de Fernando Larraín, al cual siempre ha descrito como un mal actor.

## Retransmisiones
Entre 2012 y hasta octubre de 2016, fue retransmitida por Mega todos los días entre las 1 y las 3 de la mañana, antes del cierre de transmisiones, y los sábados y domingos al mediodía.
Desde el 2 de abril de 2018 la serie fue emitida por Chilevisión de lunes a viernes a las 19:30 horas, hasta el 29 de junio cuando fue sacada del aire por el nuevo horario de Chilevisión Noticias a las 20:00 horas. Desde el 20 de septiembre de ese año comenzó a ser emitida a las 15:30 horas, inmediatamente después de Chilevisión Noticias tarde, llegando a marcar picos de hasta 7 puntos, quedando en segundo lugar casi todos los días en su emisión.
Desde el 20 de febrero de 2023, la serie es transmitida por el canal Mega Ficción.
Se transmitió desde mayo de 2006 hasta octubre de 2016, y de nuevo en marzo de 2023 hasta abril de 2024 y actualmente se puede ver solo en la app de mega (megago) 